# Untermarchtal
Untermarchtal è un comune tedesco di 947 abitanti, situato nel land del Baden-Württemberg.